# Мелеєшть (Оргіївський район)
Мелеєшть (рум. Mălăiești) — село в Оргіївському районі Молдови. Адміністративний центр однойменної комуни, до складу якої також входить село Тирзієнь.

## Населення
За даними перепису населення 2004 року у селі проживали 1148 осіб.
Національний склад населення села:
| Національність       | Кількість осіб | Відсоток   |
| -------------------- | -------------- | ---------- |
| молдавани румуни     | 1056 72        | 92,0% 6,3% |
| українці             | 12             | 1,0%       |
| росіяни              | 6              | 0,5%       |
| інша / без відповіді | 2              | 0,2%       |
| Всього               | 1148           | 100%       |

## Відомі особистості
В поселенні народився:
- Перетяткович Георгій Іванович (1840–1908) — історик.